# 教育产业化
教育产业化是中华人民共和国于20世纪90年代末，由于中国国内供需平衡严重失调，导致教育经费紧张，中国政府在教育界推行以“财政视角”的教育改革，以弥补中国国内教育经费不足，主要围绕经营、市场化、收益等方面展开。这项政策由当时的教育部长陈至立推行。
有媒体称更多的民众质疑“教育产业化”实质上引致了明目张胆的“乱收费”“学费暴涨”，此举引发广大学生与家长的不满与反对。2003年8月25日《兰州晨报》以《中学生因无钱上大学上吊自尽》为标题的报道再次引起社会的关注。
2006年7月16日，周密之母夏体合因筹周密学费累死在猪圈旁。周密说，自从她考进大学，为挣足学费，母亲没日没夜拼命干活，第一年仍借钱才凑齐学费。今年新学年又需8000多元，但现还差5000多元。“为我读书，母亲耗尽了心血。”
教育部後來放弃教育产业化政策，陈至立本人在后来表示要坚持教育公益性，不搞“教育产业化”，但中国国内部分学校的乱收费、高额学费等现象依然存在，可以说是“教育产业化”的后遗症。